# Струмківська сільська рада
Струмкі́вська сільська́ ра́да — колишня адміністративно-територіальна одиниця та орган місцевого самоврядування в Татарбунарському районі Одеської області. Адміністративний центр — село Струмок.

## Загальні відомості
Струмківська сільська рада утворена в 1946 році.
- Територія ради: 101,99 км²
- Населення ради: 2 701 особа (станом на 2001 рік)
- Територією ради протікає річка Струмок

## Населені пункти
Сільській раді підпорядковані населені пункти:
- с. Струмок
- с. Спаське

## Населення
Згідно з переписом УРСР 1989 року чисельність наявного населення сільської ради становила 2903 особи, з яких 1303 чоловіки та 1600 жінок.
За переписом населення України 2001 року в сільській раді мешкала 2691 особа.

### Мова
Розподіл населення за рідною мовою за даними перепису 2001 року:
| Мова       | Відсоток |
| ---------- | -------- |
| російська  | 48,65 %  |
| українська | 48,24 %  |
| молдовська | 1,52 %   |
| болгарська | 1,00 %   |
| білоруська | 0,15 %   |
| циганська  | 0,15 %   |
| гагаузька  | 0,07 %   |
| інші       | 0,22 %   |

## Склад ради
Рада складається з 20 депутатів та голови.
- Голова ради: Ковальов Олег Миколайович
- Секретар ради: Саченко Тетяна Миколаївна

### Керівний склад попередніх скликань
| Прізвище, ім'я, по батькові  | Основні відомості                                                                     | Дата обрання | Дата звільнення |
| ---------------------------- | ------------------------------------------------------------------------------------- | ------------ | --------------- |
| Навроцька Лідія Спиридонівна | Сільський голова, 1955 року народження, член Партії регіонів                          | 26.03.2006   | 31.10.2010      |
| Власенко Меланія Іванівна    | Сільський голова, 1961 року народження, освіта середня загальна                       | 31.10.2010   | 15.12.2013      |
| Ковальов Олег Миколайович    | Сільський голова, 1966 року народження, освіта незакінчена вища, член Партії регіонів | 15.12.2013   |                 |

Примітка: таблиця складена за даними сайту Верховної Ради України

### Депутати
За результатами місцевих виборів 2010 року депутатами ради стали:

#### За суб'єктами висування
| Суб'єкт висування            | Кількість обраних депутатів | %  |
| ---------------------------- | --------------------------- | -- |
| Партія регіонів              | 10                          | 50 |
| Самовисування                | 6                           | 30 |
| Соціалістична партія України | 3                           | 15 |
| Аграрна партія України       | 1                           | 5  |

#### За округами
| № округу                     | Прізвище, ім'я, по батькові       | Дата визнання обраним | Освіта             | Партійна приналежність             | Відомості про обраного депутата                                |
| ---------------------------- | --------------------------------- | --------------------- | ------------------ | ---------------------------------- | -------------------------------------------------------------- |
| Аграрна партія України       |                                   |                       |                    |                                    |                                                                |
| 6                            | Должненко Маргарита Іванівна      | 03.11.2010            | середня спеціальна | член Аграрної партії України       | ветеринарна лікарня, ветлікар                                  |
| Партія регіонів              |                                   |                       |                    |                                    |                                                                |
| 2                            | Бабиніна Світлана Миколаївна      | 03.11.2010            | середня            | член Партії регіонів               | відділення зв'язку, начальник                                  |
| 3                            | Саченко Тетяна Миколаївна         | 03.11.2010            | середня спеціальна | член Партії регіонів               | Струмківська сільська рада, секретар                           |
| 8                            | Должненко Людмила Борисівна       | 03.11.2010            | середня            | член Партії регіонів               | пенсіонер                                                      |
| 10                           | Навроцька Лідія Спиридонівна      | 03.11.2010            | вища               | член Партії регіонів               | Струмківський сільський голова                                 |
| 11                           | Новосядла Валентина Олександрівна | 03.11.2010            | вища               | член Партії регіонів               | Струмківська сільська рада, спеціаліст сім'ї, молоді та спорту |
| 12                           | Шевченко Наталя Михайлівна        | 03.11.2010            | вища               | член Партії регіонів               | Струмківська сільська рада, бухгалтер                          |
| 16                           | Бабинін Іван Семенович            | 03.11.2010            | середня            | член Партії регіонів               | ТМ УВГ, машиніст насосної станції                              |
| 18                           | Недялкова Надія Пантеліївна       | 03.11.2010            | середня спеціальна | член Партії регіонів               | Спаська загальноосвітня школа, педагог-організатор             |
| 19                           | Платонова Олена Григорівна        | 03.11.2010            | середня            | член Партії регіонів               | Спаська загальноосвітня школа, техпрацівник                    |
| 20                           | Севостьянова Галина Романівна     | 03.11.2010            | середня            | член Партії регіонів               | тимчасово не працює                                            |
| Соціалістична партія України |                                   |                       |                    |                                    |                                                                |
| 13                           | Саченко Євгенія Іванівна          | 03.11.2010            | незакінчена вища   | позапартійна                       | тимчасово не працює                                            |
| 14                           | Окорокова Валентина Григорівна    | 03.11.2010            | середня            | позапартійна                       | приватний підприємець, продавець                               |
| 17                           | Тіткова Людмила Григорівна        | 03.11.2010            | середня            | член Соціалістичної партії України | Спаська загальноосвітня школа, підсобний робітник              |
| Самовисування                |                                   |                       |                    |                                    |                                                                |
| 1                            | Цуркан Леонід Олексійович         | 03.11.2010            | середня            | позапартійний                      | СЗАТ «Струмок», бригадир                                       |
| 4                            | Ушакова Оксана Іванівна           | 03.11.2010            | вища               | позапартійна                       | тимчасово не працює                                            |
| 5                            | Григор'єва Олена Вікторівна       | 03.11.2010            | вища               | позапартійна                       | пенсіонер                                                      |
| 7                            | Загороднюк Світлана Миколаївна    | 03.11.2010            | вища               | позапартійна                       | тимчасово не працює                                            |
| 9                            | Донеско Євген Анатолійович        | 03.11.2010            | середня            | позапартійний                      | тимчасово не працює                                            |
| 15                           | Ковальов Віктор Іванович          | 03.11.2010            | середня            | позапартійний                      | тимчасово не працює                                            |